# Albert de Jong
Albert Andries de Jong (1891-1970) est une figure marquante de l'anarcho-syndicalisme, du socialisme libertaire et de l'antimilitarisme anarchiste aux Pays-Bas.

## Biographie
Fils d’un ouvrier boulanger anarchiste, Albert de Jong est, en 1916, radié de son poste d’instituteur pour avoir choisi de vivre en union libre avec sa compagne, ce qui est considéré par l’État et l’église comme un « acte antisocial ».
Devenu anarchiste vers 1914 sous l’influence de Domela Nieuwenhuis, il collabore au journal De Vrije Socialist (nl). À la mort de Domela Nieuwenhuis, en 1919, il publie son autobiographie.
En 1921, à la suite d'un meeting de soutien à la grève de la faim de l’objecteur de conscience Herman Groenendaal (nl), il est poursuivi et condamné à un mois de prison avec Barthélemy de Ligt pour « appel à la révolte ».
Sténographe de métier, il assure la rédaction de l'hebdomadaire De Syndikalist et publie de nombreux articles sur l'anarcho-syndicalisme.